# Bay Pines
Bay Pines ist ein census-designated place (CDP) im Pinellas County im US-Bundesstaat Florida. Das U.S. Census Bureau hat bei der Volkszählung 2020 eine Einwohnerzahl von 3.106 ermittelt.

## Geographie
Bay Pines grenzt an die Städte Saint Petersburg, Madeira Beach und Seminole und liegt am Golf von Mexiko. Der CDP befindet sich rund 15 km südlich von Clearwater sowie 30 km westlich von Tampa. Er wird vom U.S. Highway 19 (SR 595) sowie der Florida State Road 666 durchquert.

## Demographische Daten
Laut der Volkszählung 2010 verteilten sich die damaligen 2931 Einwohner auf 1638 Haushalte. Die Bevölkerungsdichte lag bei 814,2 Einw./km². 93,9 % der Bevölkerung bezeichneten sich als Weiße, 2,6 % als Afroamerikaner, 0,1 % als Indianer und 0,8 % als Asian Americans. 1,2 % gaben die Angehörigkeit zu einer anderen Ethnie und 1,4 % zu mehreren Ethnien an. 3,5 % der Bevölkerung bestand aus Hispanics oder Latinos.
Im Jahr 2010 lebten in 17,2 % aller Haushalte Kinder unter 18 Jahren sowie 41,5 % aller Haushalte Personen mit mindestens 65 Jahren. 54,4 % der Haushalte waren Familienhaushalte (bestehend aus verheirateten Paaren mit oder ohne Nachkommen bzw. einem Elternteil mit Nachkomme). Die durchschnittliche Größe eines Haushalts lag bei 2,02 Personen und die durchschnittliche Familiengröße bei 2,63 Personen.
15,0 % der Bevölkerung waren jünger als 20 Jahre, 14,7 % waren 20 bis 39 Jahre alt, 34,3 % waren 40 bis 59 Jahre alt und 36,2 % waren mindestens 60 Jahre alt. Das mittlere Alter betrug 53 Jahre. 51,7 % der Bevölkerung waren männlich und 48,3 % weiblich.
Das durchschnittliche Jahreseinkommen lag bei 43.603 $, dabei lebten 9,1 % der Bevölkerung unter der Armutsgrenze.
Im Jahr 2000 war Englisch die Muttersprache von 96,95 % der Bevölkerung und spanisch sprachen 3,05 %.

## Sehenswürdigkeiten
Die Bay Pines Site und das Bay Pines Veterans Administration Home and Hospital Historic District sind im National Register of Historic Places gelistet.